# Ухта (муниципальный округ)
Ухта — муниципальное образование со статусом муниципального округа (в 2005―2023 гг. — городского округа) в составе Республики Коми Российской Федерации.
Округ сформирован в границах административно-территориального образования город республиканского значения Ухта с подчинённой ему территорией.
Административный центр — город Ухта.
Город Ухта и подчинённые его администрации населённые пункты приравнены к районам Крайнего Севера.

## География
Территориальное образование расположено в центральной части Республики Коми.
Граничит с Ижемским, Княжпогостским, Усть-Куломским, Усть-Цилемским, Корткеросским (муниципальными) районами и городом республиканского значения (муниципальным районом) Сосногорск.
Ухта расположена на полого-увалистом, холмистом плато, расчленённом реками и ручьями бассейна реки Ижмы. Наиболее крупные притоки Ижмы — реки Ухта, Седъю, Тобысь, Кедва. Водораздельные пространства заболочены. Собственно городская территория лежит на водоразделе и в долинах реки Ухты и её притока Чибью в пределах пониженной части Тиманского кряжа.

## Население
| 2002     | 2009     | 2010     | 2011     | 2012     | 2013     | 2014     | 2015     | 2016     |
| -------- | -------- | -------- | -------- | -------- | -------- | -------- | -------- | -------- |
| 127 362  | ↘126 990 | ↘121 701 | ↗121 995 | ↘121 704 | ↘121 253 | ↘120 800 | ↘120 515 | ↘119 763 |
| 2017     | 2018     | 2019     | 2020     | 2021     | 2024     | 2025     |          |          |
| ↘118 987 | ↘117 777 | ↘116 249 | ↘113 703 | ↘96 233  | ↘93 096  | ↘92 872  |          |          |

### Национальный состав
По переписи 2010 года: 
- Всего — 121701 чел.
- русские — 93112 чел. (81,1 %),
- коми — 9100 чел. (7,9 %),
- украинцы — 4710 чел. (4,1 %)
- татары — 1242 чел. (1,1 %)
- белорусы — 1230 чел. (1,1 %)
- азербайджанцы — 756 чел. (0,7 %)
- немцы — 607 чел. (0,5 %)
- указавшие национальность — 114761 чел. (100,0 %).

По итогам переписи населения 2020 года проживали следующие национальности (национальности менее 0,1 % и другое, см. в сноске к строке «Другие»):
| Национальность | Численность, чел. | Доля     |
| -------------- | ----------------- | -------- |
| Русские        | 59 289            | 61,61 %  |
| Коми           | 3948              | 4,10 %   |
| Украинцы       | 1351              | 1,40 %   |
| Татары         | 510               | 0,53 %   |
| Азербайджанцы  | 437               | 0,45 %   |
| Белорусы       | 342               | 0,36 %   |
| Чуваши         | 246               | 0,26 %   |
| Немцы          | 185               | 0,19 %   |
| Лезгины        | 181               | 0,19 %   |
| Армяне         | 157               | 0,16 %   |
| Марийцы        | 126               | 0,13 %   |
| Удмурты        | 97                | 0,10 %   |
| Другие         | 29 364            | 30,52 %  |
| Итого          | 96 233            | 100,00 % |

### Урбанизация
Городское население (город Ухта, пгт Боровой, Водный, Шудаяг и Ярега) составляет 98,48 % от всего населения округа.

## Населённые пункты
В состав административно-территориального и муниципального образования входят 18 населённых пунктов: один город, 4 посёлка городского типа и 13 сельских населённых пунктов:
| №  | Населённый пункт | Тип     | Население |
| -- | ---------------- | ------- | --------- |
| 1  | Боровой          | пгт     | ↘731      |
| 2  | Весёлый Кут      | посёлок | 55        |
| 3  | Водный           | пгт     | ↘4551     |
| 4  | Гажаяг           | деревня | 58        |
| 5  | Гэрдъёль         | посёлок | ↘71       |
| 6  | Изваиль          | деревня | 38        |
| 7  | Изъюр            | посёлок | ↗6        |
| 8  | Кедвавом         | село    | 228       |
| 9  | Кэмдин           | посёлок | 302       |
| 10 | Лайково          | деревня | 86        |
| 11 | Нижний Доманик   | посёлок | 910       |
| 12 | Первомайский     | посёлок | 0         |
| 13 | Поромес          | деревня | 104       |
| 14 | Седъю            | посёлок | 1010      |
| 15 | Тобысь           | посёлок | 83        |
| 16 | Ухта             | город   | ↘77 164   |
| 17 | Шудаяг           | пгт     | ↘2869     |
| 18 | Ярега            | пгт     | ↘6144     |

## Административно-территориальное устройство
Административно-территориальное устройство, статус и границы города республиканского значения Ухты с подчиненной ему территорией установлены Законом Республики Коми от 6 марта 2006 года № 13-РЗ «Об административно-территориальном устройстве Республики Коми» Административно-территориальное образование включает 8 административных территорий:
| № | Административная территория                                    | Административный центр | Населённые пункты                               | Количество населённых пунктов |
| - | -------------------------------------------------------------- | ---------------------- | ----------------------------------------------- | ----------------------------- |
| 1 | город республиканского значения Ухта с прилегающей территорией | город Ухта             | город Ухта                                      | 1                             |
| 2 | посёлок городского типа Боровой с подчиненной ему территорией  | пгт Боровой            | пгт Боровой, пст Тобысь                         | 2                             |
| 3 | посёлок городского типа Водный с подчиненной ему территорией   | пгт Водный             | пгт Водный, пст Весёлый Кут, пст Гэрдъёль       | 3                             |
| 4 | посёлок городского типа Шудаяг с подчиненной ему территорией   | пгт Шудаяг             | пгт Шудаяг                                      | 1                             |
| 5 | посёлок городского типа Ярега с подчиненной ему территорией    | пгт Ярега              | пгт Ярега, пст Нижний Доманик, пст Первомайский | 3                             |
| 6 | посёлок сельского типа Кэмдин с подчиненной ему территорией    | пст Кэмдин             | пст Кэмдин, д. Гажаяг, д. Изваиль, д. Лайково   | 4                             |
| 7 | посёлок сельского типа Седъю с подчиненной ему территорией     | пст Седъю              | пст Седъю, пст Изъюр                            | 2                             |
| 8 | село Кедвавом с подчиненной ему территорией                    | с. Кедвавом            | с. Кедвавом, с. Поромес                         | 2                             |

## История
С 1939 до 1963 гг. существовал Ухтинский район с центром в рабочем посёлке (с 1943 года — городе) Ухта. В 1953 году Ухта получила статус города республиканского подчинения и была выведена из состава района. В 1957 году из-за неформирования райсовета, территория района была переподчинена Ухтинскому горсовету, не упраздняя Усинский район. В 1963 году Усинский район был ликвидирован, а его территория окончательно подчинена Ухтинскому горсовету.
В рамках организации местного самоуправления на территории, подчинённой Ухте, Законом Республики Коми от 5 марта 2005 года  был образован городской округ Ухта. Устав муниципального образования городского округа «Ухта» был принят на 28-м заседании Совета муниципального образования «Город Ухта» 2-го созыва Решением от 27 декабря 2005 года № 14.
В рамках  административно-территориального устройства, Законом Республики Коми от 6 марта 2006 года было создано административно-территориальное образование город республиканского значения Ухта с подчинённой ему территорией.
Законом от 27 июня 2023 года городской округ был преобразован в муниципальный округ.

## Руководители
С 31 октября 2013 Игорь Николаевич Михель наделен полномочиями руководителя администрации МОГО «Ухта», с декабря 2013 года, одновременно, член Правительства Республики Коми.
С сентября 2012 по 30 сентября 2013 руководитель администрации МОГО «Ухта» Игорь Леонов, глава МОГО «Ухта» — Роман Мельник.
С марта 2011 глава МОГО «Ухта» — Роман Мельник, руководитель администрации МОГО «Ухта» — Олег Казарцев.
С марта 2007 по март 2011 глава МОГО «Ухта» — Макаренко Александр Петрович, руководитель администрации МОГО «Ухта» — Олег Владимирович Казарцев.
С 27 марта 2003 по 11 марта 2007 — глава администрации муниципального образования «город Ухта» — Антонина Алексеевна Каргалина.